# Wartezeichen

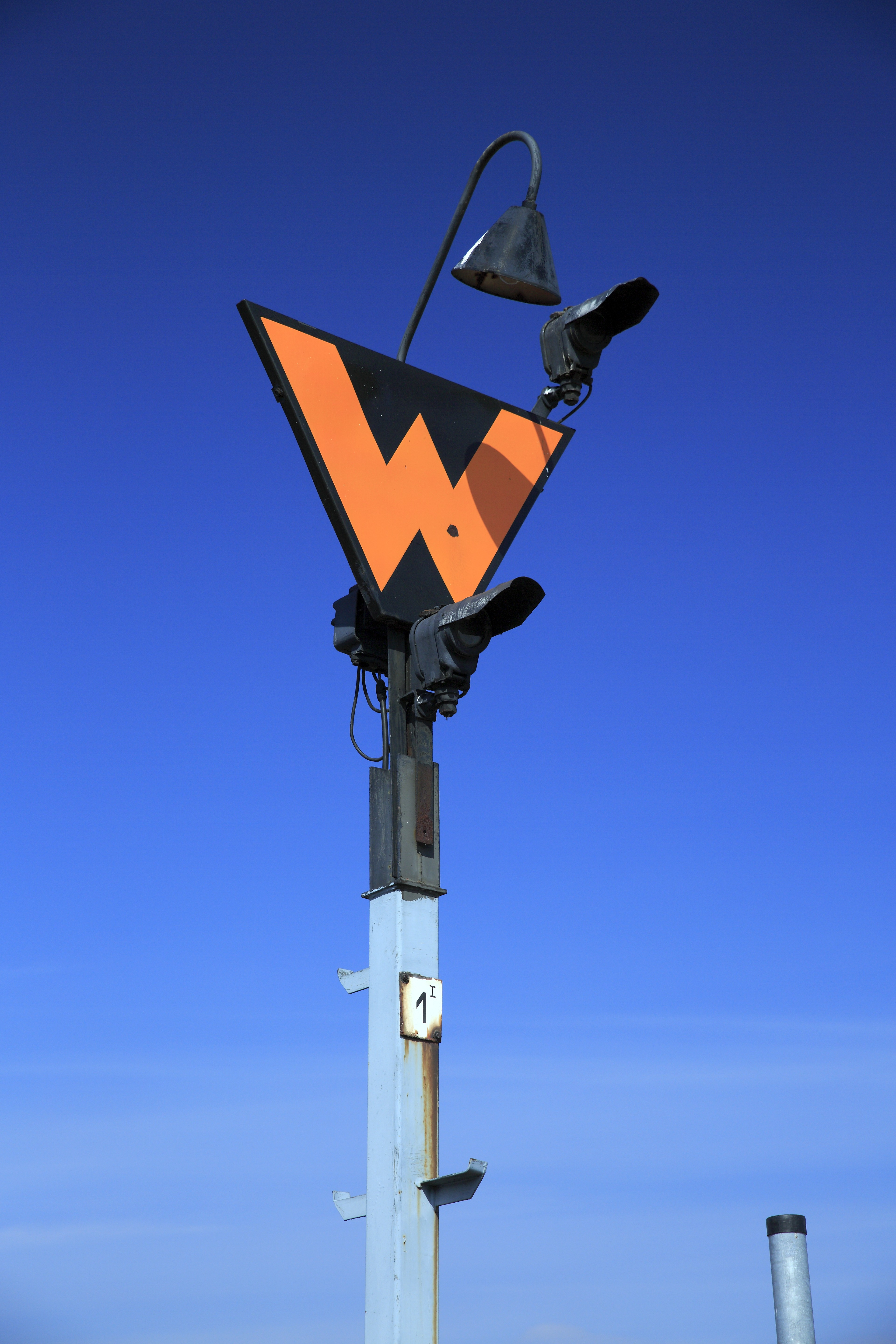
Ra 11a in Langeneichstädt (Sachsen-Anhalt)

Das Wartezeichen ist in Deutschland ein Eisenbahnsignal aus der Gruppe der Signale für den Rangierdienst. Das ortsfeste Formsignal in Form eines „W“ gilt nur für Rangierfahrten und bedeutet „Auftrag des Wärters zur Rangierfahrt abwarten“.

## Bezeichnung
Bei der Verwendung und Bezeichnung der Signale wird nach dem Einsatzort im Geltungsbereich der ehemaligen Deutschen Bundesbahn (DS 301) und der ehemaligen Deutschen Reichsbahn (DV 301) unterschieden. Das Signal Ra 11 im Geltungsbereich der ehemaligen Deutschen Bundesbahn kann durch ein Lichtsignal Sh 1 ergänzt sein; im Geltungsbereich der ehemaligen Deutschen Reichsbahn ist das Signal Ra 11a stets mit dem Rangierfahrtsignal Ra 12 kombiniert, das Signal Ra 11b steht dagegen immer allein.
Innerhalb der Gruppe der Signale für den Rangierdienst (Ra) sind die Wartezeichen der Untergruppe der sonstigen Signale für den Rangierdienst zugeordnet. Bei der Deutschen Reichsbahn in der DDR sowie auch nach Gründung der Deutschen Bahn AG in deren ehemaligem Geltungsbereich wurde es bis in die 2000er Jahre als Rangierhaltsignal mit der Bedeutung „Halt für Rangierabteilungen!“ als Gegenstück zum Rangierfahrtsignal Ra 12 geführt.

Ra 11 (DS 301)
Ra 11 mit Sh 1 (DS 301) bzw. Ra 11a mit Ra 12 (DV 301)
Ra 11a mit Ra 12 (DV 301), niedrige Ausführung
Ra 11b (DV 301)

## Bedeutung
Rangierfahrten haben vor dem Signal zu halten und dürfen erst nach Zustimmung des Weichenwärters weiterfahren. Dieser gibt seine Zustimmung im Bereich der ehemaligen Deutschen Bundesbahn durch das Signal Sh 1 (Lichtsignal), mündlich oder durch Heben eines Armes oder einer weiß leuchtenden Handleuchte; im Bereich der ehemaligen Deutschen Reichsbahn durch Rangierfahrtsignal Ra 12, im Störungsfall mündlich. Bei Signal Ra 11b erfolgt die Zustimmung ebenfalls mündlich oder durch Heben eines Armes oder einer weiß leuchtenden Handleuchte.
Das heute aus zwei nach rechts steigenden und mittig an der unteren sowie an der rechten oberen Kante des gelben „W“ angebrachten weißen Lichtern bestehende Signal Sh 1 bzw. Ra 12 als Auftrag zur Weiterfahrt bestand in der Anfangszeit aus drei Lichtern in Form eines „V“, bei denen sich der dritte, weggefallene Lichtpunkt an der linken oberen Kante befand. Das Signal wurde als Vorrücksignal, Ve 6, bezeichnet.

## Aussehen
Die Signale Ra 11 (DS 301) und Ra 11a (DV 301) bestehen aus einem gelben „W“ mit schwarzem Rand, das Signal Ra 11b (DV 301) aus einem weißen „W“ mit schwarzem Rand. Die Kontur des „W“ kann freistehend oder auf schwarzem Grund sein. Die Signale können bei Dunkelheit beleuchtet sein, in der Regel durch eine oberhalb angebrachte Anstrahlleuchte; bei der niedrigen Ausführung des Signales Ra 11a vom Werk für Signal- und Sicherungstechnik Berlin ist das „W“ von innen beleuchtet.

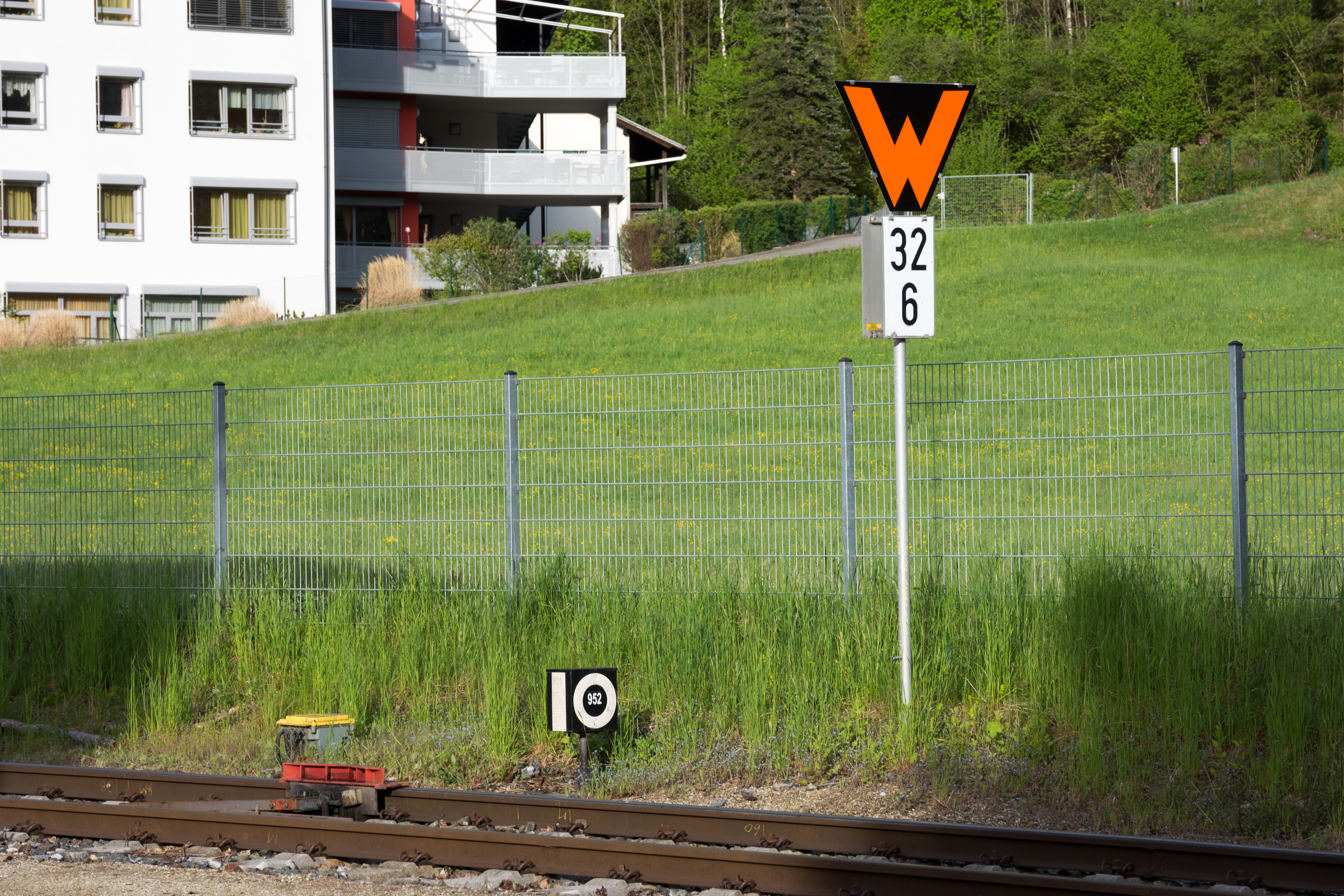
Ra 11 ohne Sh 1 in Gutenstein (Baden-Württemberg)
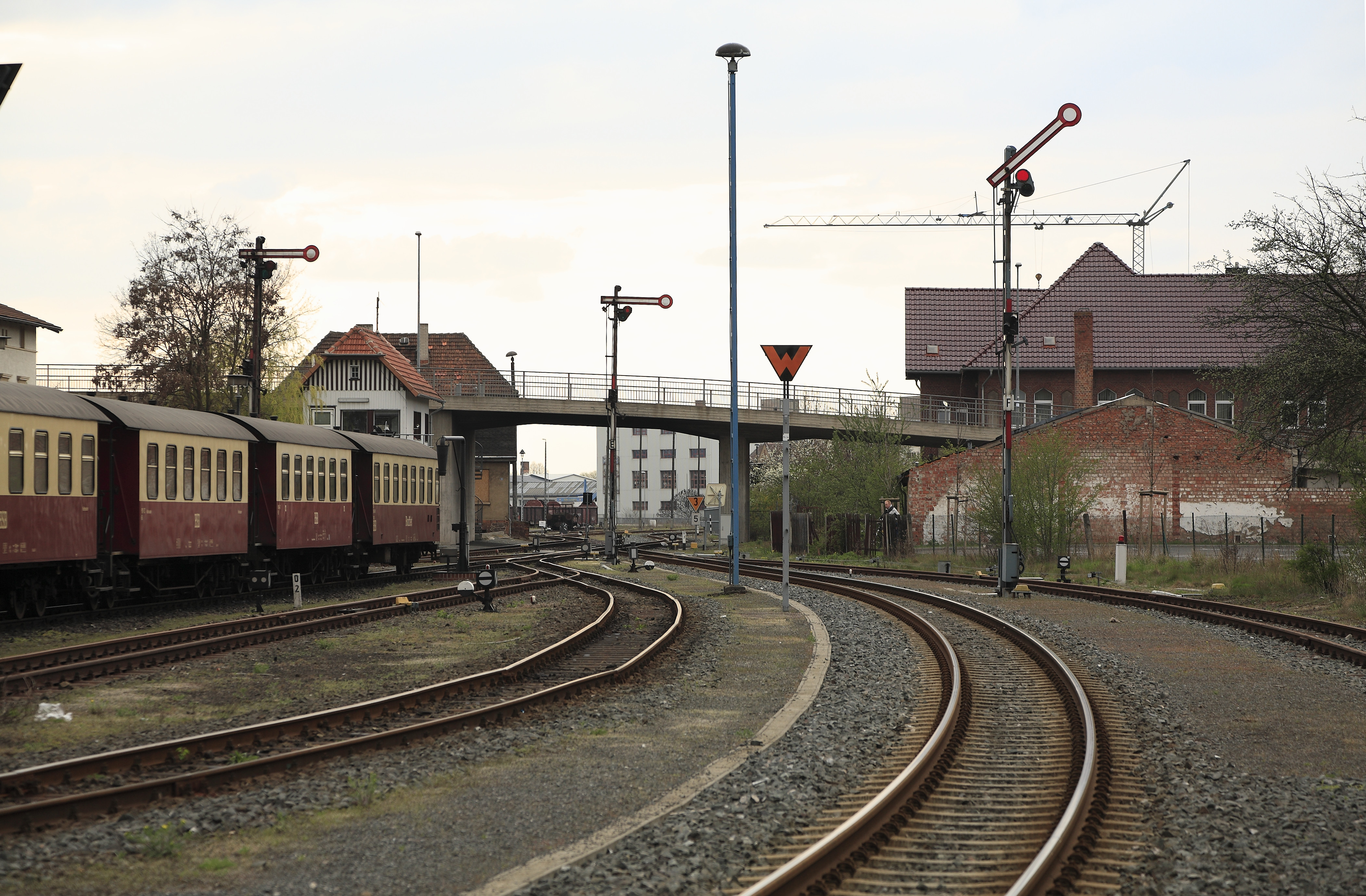
Ra 11 ohne Sh 1/Ra 12 in Nordhausen Nord (Thüringen), Betrieb nach DS 301
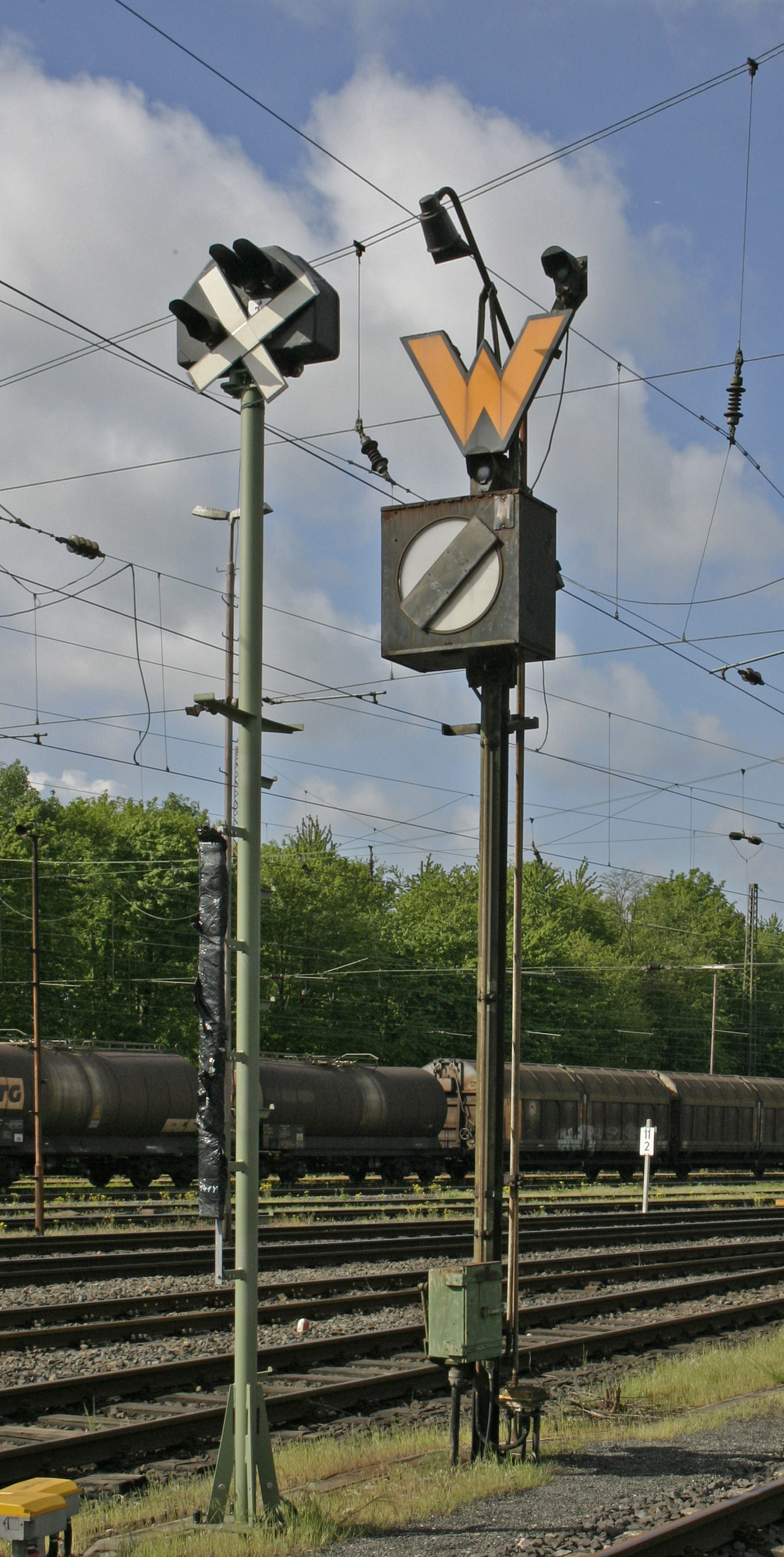
Ra 11 mit Sh 1 in Kombination mit einem Formsperrsignal in Oberhausen West (Nordrhein-Westfalen), davor ein sie ersetzendes Lichtsperrsignal
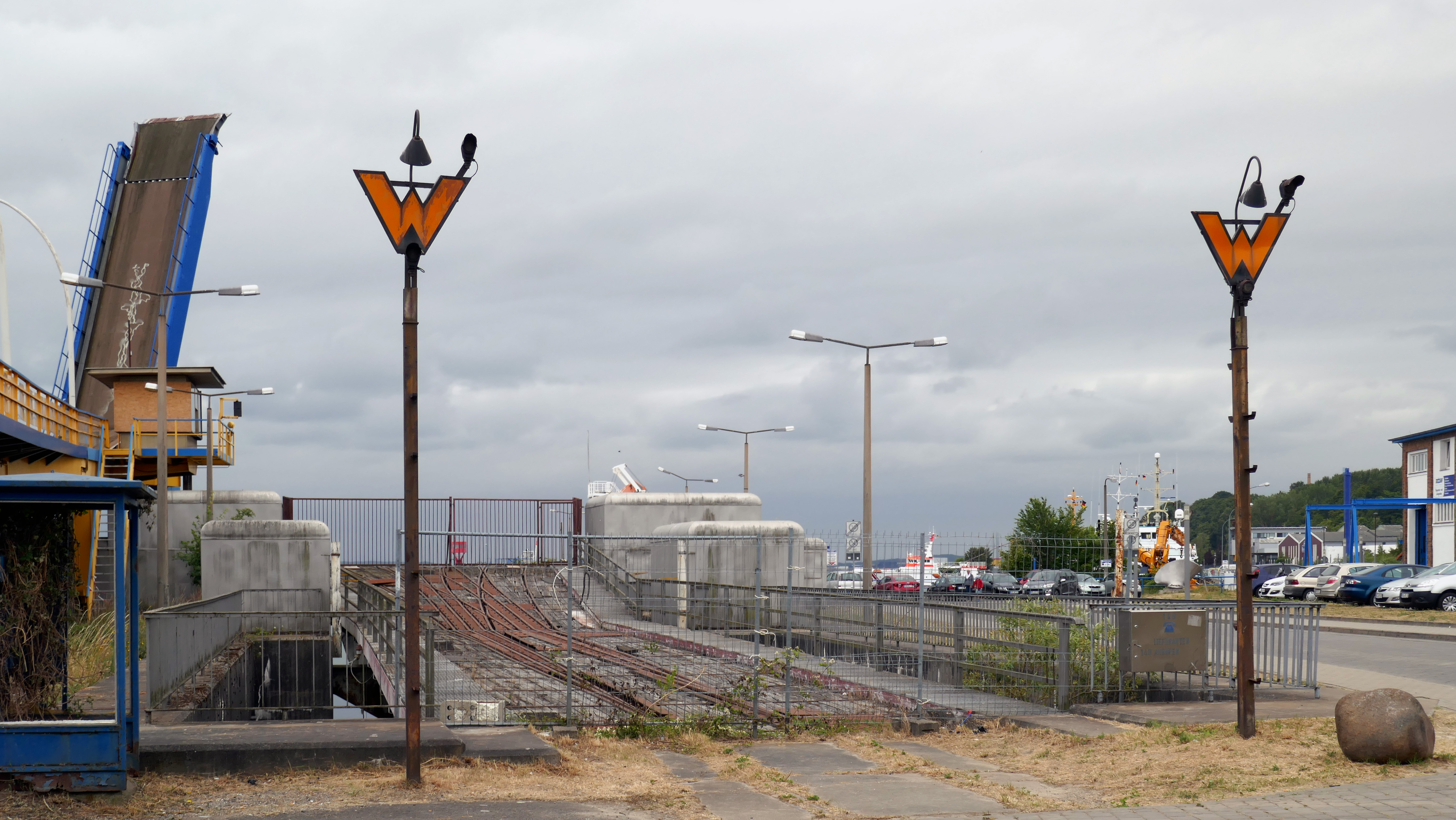
Wegen schlechter Sichtverhältnisse beiderseits des Gleises aufgestellte Ra 11a in Sassnitz Hafen (Mecklenburg-Vorpommern)
Ra 11a in niedriger Ausführung von WSSB in Blankenberg (Mecklenburg-Vorpommern)
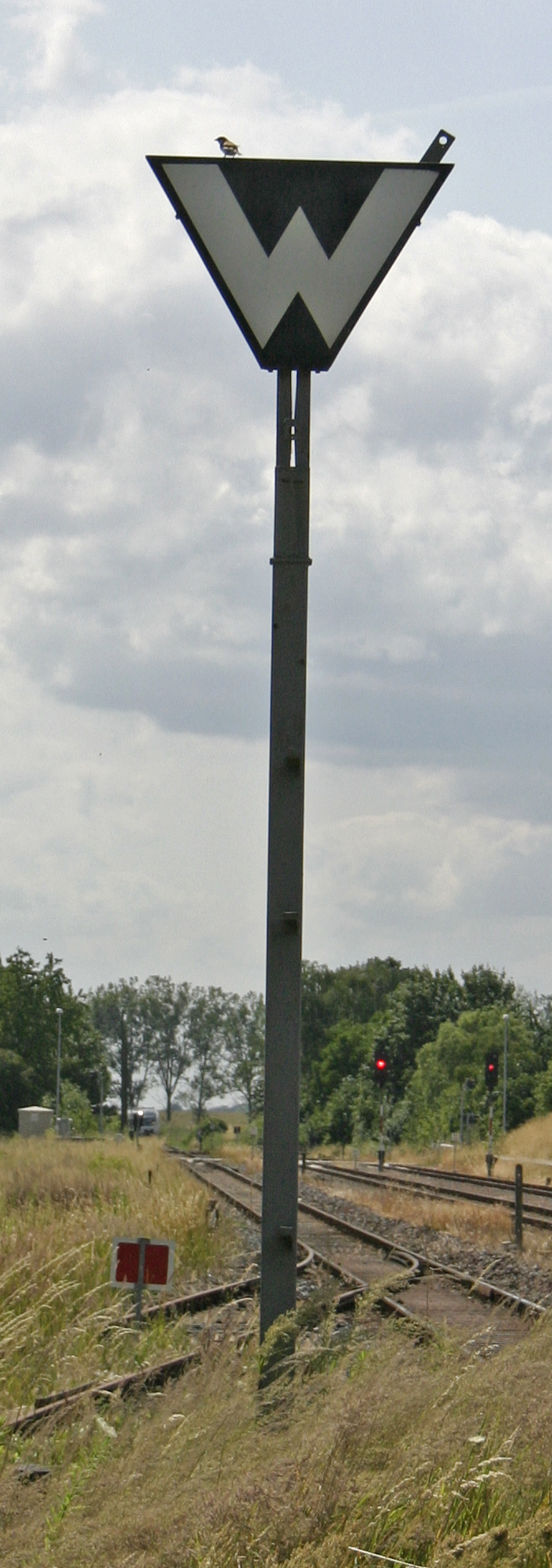
Ra 11b in Werneuchen (Brandenburg)

## Aufstellung
Wartezeichen werden an Nebengleisen, innerhalb von Bahnhöfen jedoch auch an Hauptgleisen aufgestellt. Im Geltungsbereich der ehemaligen Deutschen Reichsbahn bilden sie die Grundausstattung an Rangiersignalen, insbesondere in mit dem Hl-Signalsystem ausgestatteten Bahnhöfen, aber auch in Bahnhöfen mit mechanischen Stellwerken. Im Geltungsbereich der ehemaligen Deutschen Bundesbahn wurden oftmals stattdessen Lichtsperrsignale verwendet. Mit der Umstellung von Betriebsstellen auf das Ks-Signalsystem finden Wartezeichen kaum noch Anwendung und werden in der Regel gänzlich durch Lichtsperrsignale ersetzt. Lediglich das Signal Ra 11b wird im Geltungsbereich der ehemaligen Deutschen Reichsbahn noch beispielsweise bei Neubauten von Abstellanlagen neu aufgestellt.
Die nicht stellbaren Signale Ra 11b und Ra 11 ohne Sh 1 werden oft an Gleisen mit vereinfachten Verhältnissen oder wenigen Rangierbewegungen aufgestellt. Das Signal Ra 11b wird auch an Drehscheiben und Schiebebühnen angewendet und zeigt die verriegelte Stellung an. Es ersetzt an diesen Stellen den vorher verwendeten Signalbegriff Sh 1 bzw. Gsp 1, der als Fahrauftrag missverstanden werden kann und zeigt, dass die Drehscheibe oder Schiebebühne nur mit Auftrag des zuständigen Wärters befahren werden darf. Die entriegelte Stellung wird in der Regel mit dem Formsperrsignalbegriff Sh 0 (oder Gsp 0, nach dem Signalbuch von 1935 Ve 3) signalisiert.

## Ausblick
Ein neues Signalbild für das Wartezeichen mit einem blauen Licht wird erwogen. Damit könnten auch viele an Blockkennzeichen notwendige Sperrsignale perspektivisch entfallen.